# Мантинея
Мантине́я (Манди́ния; греч. Μαντίνεια, лат. Mantineia), или Антигония (др.-греч. Ἀντιγόνεια, лат. Antigonia) — древнегреческий город в области Аркадия (центральная часть Пелопоннеса). В античности возле города произошло несколько битв, самой известной из которых является битва 362 года до н. э. между спартанцами и фиванцами, в ходе которой погиб знаменитый фиванский полководец Эпаминонд.
Современное поселение с тем же названием до 2011 года административно относилось к селу Нестани в общине Триполис в периферийной единице Аркадия (периферия Пелопоннес). В 2011 году переведено в подчинение Триполиса.

## История
Мантинея возникла в результате слияния нескольких соседних деревень около 500 года до н. э.. Покровителем города считался бог моря Посейдон. Это был большой город с множеством храмов, первоначально его укрепления были многоугольными в плане. Храм Артемиды Гимнии, расположенный к северу от города, упоминается Павсанием.. Диотима, оказавшая влияние на Сократа, предположительно служила там жрицей. Недалеко от города находилась плотина Мантинеи, один из выдающихся образцов древних технологий.
В окрестностях города в 418 году до н. э. состоялась первая битва при Мантинее, крупнейшее сражение на суше в ходе Пелопоннесской войны. Спарта и её оставшимся союзникам противостояли Афины и их союзники, а также города, восставшие против спартанцев. После гибели афинского военачальника Лахеса битва завершилась поражением афинской и союзных ей армий.
Мантинея была членом Пелопоннесского союза, но во время Пелопоннесской войны город перешёл на сторону Афин. После войны она была вынуждена вернуться в Пелопоннесский союз. Впоследствии Спарта использовала Анталкидов мир (387 г. до н. э.) как предлог для разделения Мантинеи на составляющие её деревни. В ответ мантинейцы изгнали спартанцев из города, но потерпели поражение при осаде своего города (385 г. до н. э.), в итоге Мантинея была разделена и разрушена. После поражения спартанцев в конце Коринфской войны Мантинея вновь стала единым городом. Укрепления теперь приобрели в плане почти круглую форму с сохранением некоторых частей старых стен.
Вторая битва при Мантинее, состоявшаяся в 362 году до н. э., привела к падению гегемонии Фив в Греции. В этой битве Афины и Спарта были союзниками. Фивы выиграли это сражение, но их величайший полководец Эпаминонд пал в этом бою.
В ходе Клеоменовой войны македонский царь Антигон III Досон, в 223 году до н. э. захватив и разграбив город, передал его под власть ахейцев, которые переименовали его в Антигонию.
Римский император Адриан вернул городу прежнее название. В 130 году он посетил Мантинею и построил храм, посвящённый своему возлюбленному Антиною.
Несколько десятилетий спустя, вероятно, за несколько лет до 166 года, Павсаний посетил район Мантинеи и описал руины и остатки города того времени в восьмой книге своего «Описания Эллады».
На Мантинейском мраморе, датируемом IV веком до н. э. и ныне выставленном в Национальном археологическом музее Афин, изображён мифологический сюжет о состязании между Аполлоном и Марсием, с древнегреческой пандурой, на которой играет сидящая на скале муза.

## Население
| Год  | Население |
| ---- | --------- |
| 1991 | 3628      |
| 2001 | 3510      |
| 2011 | 2114      |